# Peter Fill
Peter Fill nació el 12 de noviembre de 1982 en Bresanona (Italia), es un esquiador que ha ganado 2 Medallas en el Campeonato del Mundo (1 de plata y 1 de bronce), 2 Copas del Mundo en disciplina de Descenso y tiene 3 victorias en la Copa del Mundo de Esquí Alpino (con un total de 20 podiums).

## Resultados

### Juegos Olímpicos de Invierno
- 2006 en Turín, Italia
  - Combinada: 9.º
  - Super Gigante: 13.º
  - Descenso: 19.º
- 2010 en Vancouver, Canadá
  - Descenso: 15.º
- 2014 en Sochi, Rusia
  - Descenso: 7.º
  - Super Gigante: 8.º

### Campeonatos Mundiales
- 2003 en St. Moritz, Suiza
  - Combinada: 11.º
  - Super Gigante: 13.º
  - Descenso: 20.º
- 2005 en Bormio, Italia
  - Super Gigante: 14.º
  - Descenso: 24.º
- 2007 en Åre, Suecia
  - Descenso: 11.º
  - Combinada: 13.º
  - Super Gigante: 14.º
  - Eslalon Gigante: 23.º
- 2009 en Val d'Isère, Francia
  - Super Gigante: 2.º
  - Combinada: 5.º
  - Descenso: 14.º
- 2011 en Garmisch-Partenkirchen, Alemania
  - Combinada: 3.º
  - Super Gigante: 9.º
  - Descenso: 14.º
- 2013 en Schladming, Austria
  - Descenso: 12.º
  - Super Gigante: 14.º
- 2017 en St. Moritz, Suiza
  - Descenso: 9.º
  - Super Gigante: 11.º

### Copa del Mundo

#### Clasificación general Copa del Mundo
- 2001-2002: 114.º
- 2002-2003: 65.º
- 2003-2004: 40.º
- 2004-2005: 30.º
- 2005-2006: 16.º
- 2006-2007: 6.º
- 2007-2008: 26.°
- 2008-2009: 10.º
- 2009-2010: 104.º
- 2010-2011: 21.º
- 2011-2012: 35.º
- 2012-2013: 38.º
- 2013-2014: 15.º
- 2014-2015: 34.º
- 2015-2016: 10.º

#### Clasificación por disciplinas (Top-10)
- 2004-2005:
  - Combinada: 8.º
- 2005-2006:
  - Combinada: 4.º
  - Super Gigante: 8.º
- 2006-2007:
  - Descenso: 4.º
  - Combinada: 7.º
  - Super Gigante: 9.º
- 2007-2008:
  - Combinada: 10.º
- 2008-2009:
  - Combinada: 8.º
  - Descenso: 9.º
  - Super Gigante: 10.º
- 2010-2011:
  - Combinada: 9.º
- 2013-2014:
  - Combinada: 7.º
  - Super Gigante: 10.º
- 2015-2016:
  - Descenso: 1.º
  - Super Gigante: 9.º
- 2016-2017:
  - Descenso: 1.º

#### Victorias en la Copa del Mundo (3)

##### Descenso (2)
| Fecha                   | Lugar       |
| ----------------------- | ----------- |
| 29 de noviembre de 2008 | Lake Louise |
| 23 de enero de 2016     | Kitzbühel   |

##### Super Gigante (1)
| Fecha                 | Lugar     |
| --------------------- | --------- |
| 26 de febrero de 2017 | Kvitfjell |